# Muzeum w Rybniku
Muzeum im. o. Emila Drobnego w Rybniku – muzeum miejskie Rybnika założone w 1957.

## Historia
Muzeum odwołuje się do tradycji kolekcjonerskich Rybnika z okresu międzywojennego, kiedy to o. Emil Drobny zgromadził pierwsze muzealia w tym mieście, udostępniając je publiczności (1922). Na zbiory składały się przede wszystkim eksponaty etnograficzne z obszarów pozaeuropejskich, głównie Chin i Japonii. W 1936 opiekę prawną nad zbiorami przejął Związek Przyjaciół Przeszłości Rybnika i Okolic. Prace organizacyjne muzeum przerwała II wojny światowa, a kolekcja uległa rozproszeniu.
W 1957 powołano Społeczny Komitet Organizacji Zbiorów Muzealnych Ziemi Rybnicko-Wodzisławskiej. Zakończył on swoją działalność otwarciem ekspozycji stałej 28 stycznia 1958. Zbiory Muzealne Ziemi Rybnicko-Wodzisławskiej dysponowały wówczas trzema niewielkimi pomieszczeniami, mieszczącymi się w mieszkaniu kamienicy w Rynku 17. Opiekunem ekspozycji był Witold Iwanek, zaś dalszymi pracami organizacyjnymi z ramienia miasta kierował Bolesław Żywot. W 1958 kierownikiem został Ryszard Wenglorz, który zapewnił zbiorom nadzór merytoryczny pełniony przez Muzeum Górnośląskie w Bytomiu. Pomimo usilnych starań o poprawę warunków lokalowych i finansowych placówki, jej sytuacja nie ulegała zmianie. W 1964 Rada Narodowa podjęła uchwałę o organizacji muzeum, zapowiadając włączenie zbiorów do sieci placówek państwowych. W 1968 zbiory otrzymały pomieszczenia ekspozycyjne w Starym Ratuszu.
8 stycznia 1970 placówka uległa reorganizacji i przyjęła osobowość prawną pod nazwą Muzeum w Rybniku. Przeprowadzono prace remontowe ratusza, w którym 29 kwietnia tego samego roku udostępniono ekspozycję zwiedzającym. Muzeum składało się wtedy z trzech działów merytorycznych: Historii, Kultury Regionu, Górnictwa Węgla oraz Biblioteki. W 1973 funkcję dyrektora objęła Irena Bukowska-Floreńska (do 1995). Doprowadziła ona do zmian organizacyjnych placówki, zapewniając jej status muzeum rejestrowanego. Zmianie uległ też profil wystawienniczy. Muzeum stało się wielodziałowe, gdzie nowy Dział Historii Rzemiosła stał się wiodącym inicjatorem prowadzonych prac badawczych. Powołany też został samodzielny Dział Oświatowo-Naukowy.
24 kwietnia 2020 patronem muzeum został o. Emil Drobny.

### Kierownicy i dyrektorzy muzeum
- 1922–1939: Emil Drobny,
- 1939–1957: ?,
- 1957–1958: Witold Iwanek,
- 1958–1972: Ryszard Wenglorz,
- 1972–1973: Werner Pierzyna,
- 1973–1978: dr Irena Bukowska-Floreńska[1],
- 1978–2004: Genowefa Grabowska,
- 2005– 2022 dr  Bogdan Kloch,
- 2022 - 2025  dr Wojciech Dominiak,
- 2025- dr Bogdan Kloch

## Działy
- Dział Historii i Kultury Regionu i Rzemiosła składa się z pracowni:
  - Pracownia Historii i Kultury Regionu, gromadzi zbiory z zakresu historii (z uwzględnieniem historii przemysłów), etnografii i sztuki ziemi rybnickiej od czasów najdawniejszych do współczesności w grupach:
    - sztuki – profesjonalnej i nieprofesjonalnej;
    - etnografii – z zakresu kultury ludowej i miejskiej Rybnika i okolicy;
    - historii górnictwa – rozwój przemysłów ze szczególnym uwzględnieniem górnictwa węgla kamiennego;
    - historii – historia miasta Rybnika i miejscowości sąsiadujących

  - Pracownia Historii Rzemiosła gromadzi zbiory z zakresu rzemiosła wiejskiego, cechowego i wędrownego od czasów najdawniejszych do współczesności z terenu Górnego Śląska i Zagłębia w grupach:
    - techniczna – narzędzia i urządzenia stanowiące wyposażenie warsztatów rzemieślniczych, wyroby rzemieślnicze;
    - historyczna – archiwalia dotyczące działalności organizacji rzemieślniczych (cechy, spółdzielnie, związki) jak i dotyczących indywidualnych rzemieślników, literatura fachowa i artefakty cechowe (pieczęcie, skrzynie);
    - artystyczna – obiekty noszące znamiona wyrobów artystycznych a także produkty przemysłu precyzyjnego (zegarki kieszonkowe);

  - Pracownia Historii Medycyny i Farmacji gromadzi, obiekty muzealne z zakresu nauk medycznych i farmaceutycznych;

- Dział Edukacji i Promocji prowadzi dokumentację działalności Muzeum, działalność edukacyjną, promocyjną i wydawniczą
- Biblioteka gromadzi literaturę naukową z dziedzin reprezentowanych w Muzeum, zwłaszcza z zakresu historii i kultury Górnego Śląska (ok. 6000 woluminów)

## Ekspozycje
Wystawy stałe:
- „Rybnik nasze miasto”

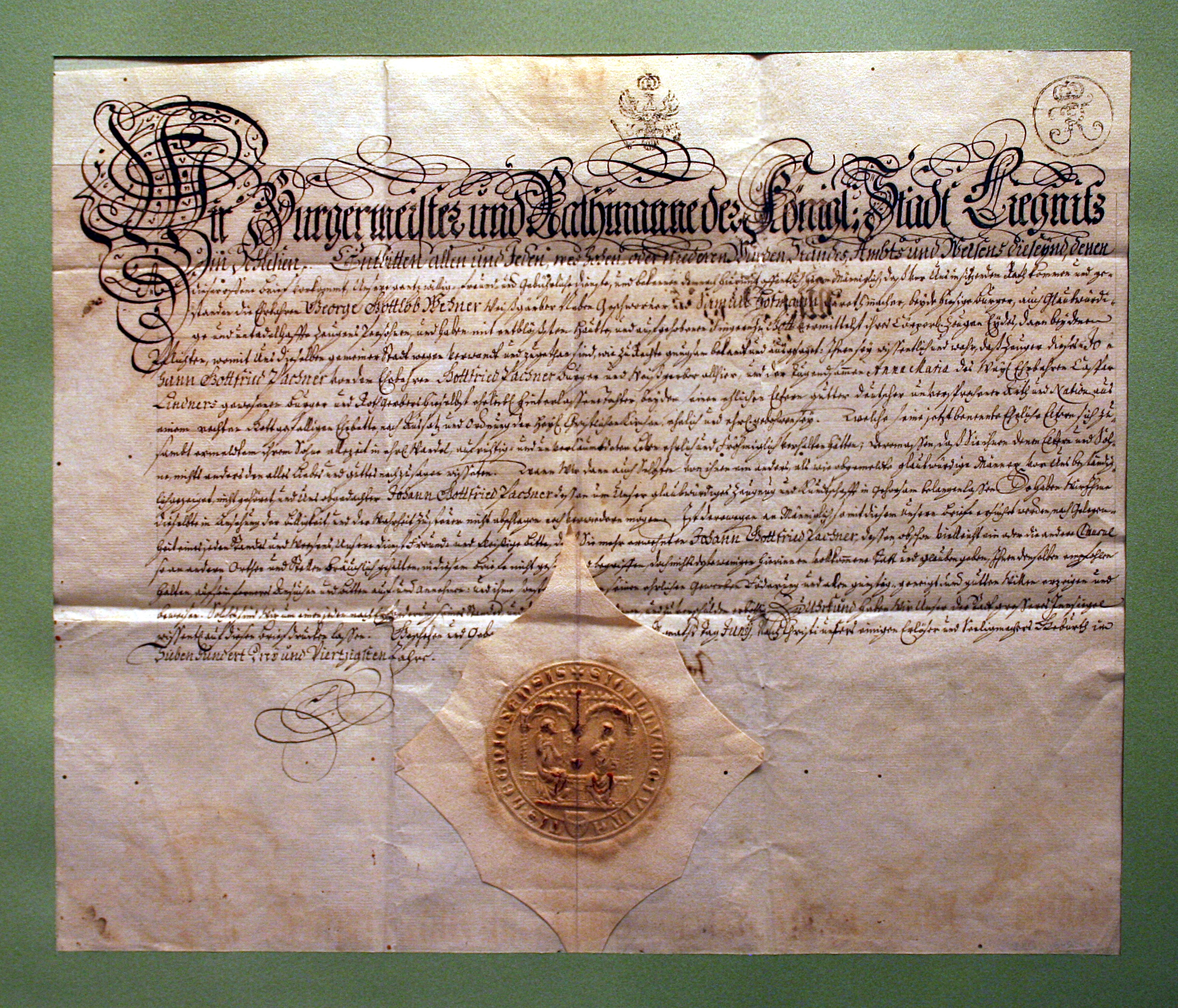
Świadectwo dobrego urodzenia wystawiane czeladnikowi. Dokument będący eksponatem w muzeum rybnickim

- „Cechy rzemieślnicze w miastach Górnego Śląska do 1939 r.”
- „Wyrobisko górnicze”

## Działalność
Działalność naukowa koncentruje się wokół badań nad problematyką regionalną, historią rzemiosł, opracowaniem zbiorów, współpracą z instytucjami naukowymi, opracowywaniem scenariuszy i katalogów wystaw oraz organizacją konferencji naukowych.
Ważniejsze imprezy (cykliczne):
- Noc Muzeów
- Koncerty: „Muzyka na Ratuszu"
- Wykłady: „Pomiędzy przeszłością a historią"

Wydawnictwa:
- „Zeszyty Rybnickie”
- „Miniatury rybnickie”